# Сафедмун
Сафедмун (тадж. Сафедмун; до 2021 года — Капали) — сельский населённый пункт в Таджикабадском районе РРП Таджикистана. Входит в состав сельской общины (джамоата дехота) Калаи-Лабиоб. Расстояние от села до центра района (пгт Таджикабад) — 2 км, до центра джамоата (пгт Таджикабад) — 2 км. Население — 2241 человек (2017 г.), таджики. Население в основном занято сельским хозяйством (животноводство и растениводство). Земли орошаются главным образом водами горных источников.